# Фундатор

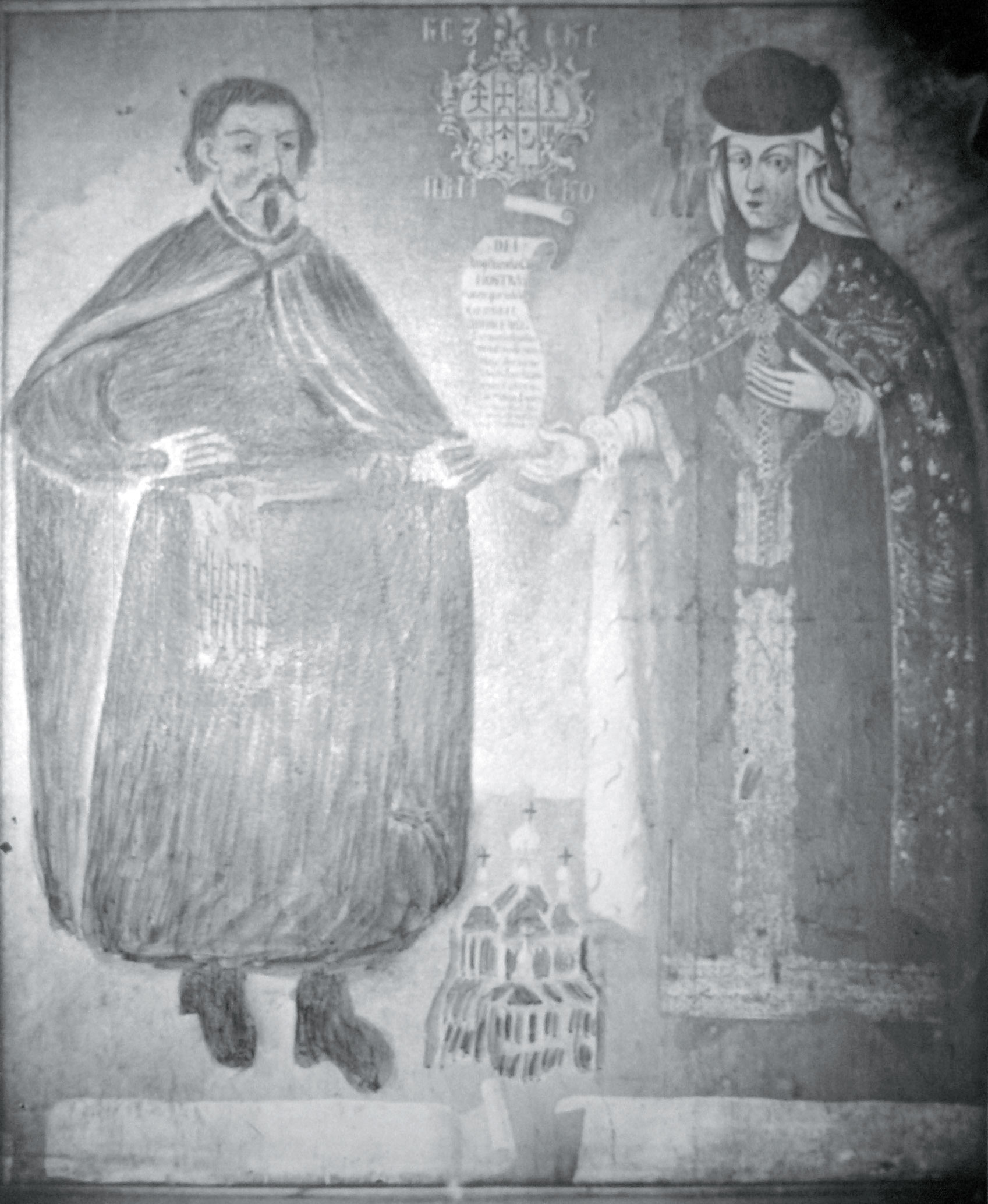
Богдан Стеткевич и его жена Елена Соломерецкая — фундаторы нескольких монастырей Великого княжества Литовского.

Фундатор (от лат. fundamentum — основание) — название лица в Польской православной церкви, выделившего средства на строительство или ремонт храма или монастыря, или на его украшение иконами, фресками, предметами декоративно-прикладного искусства.

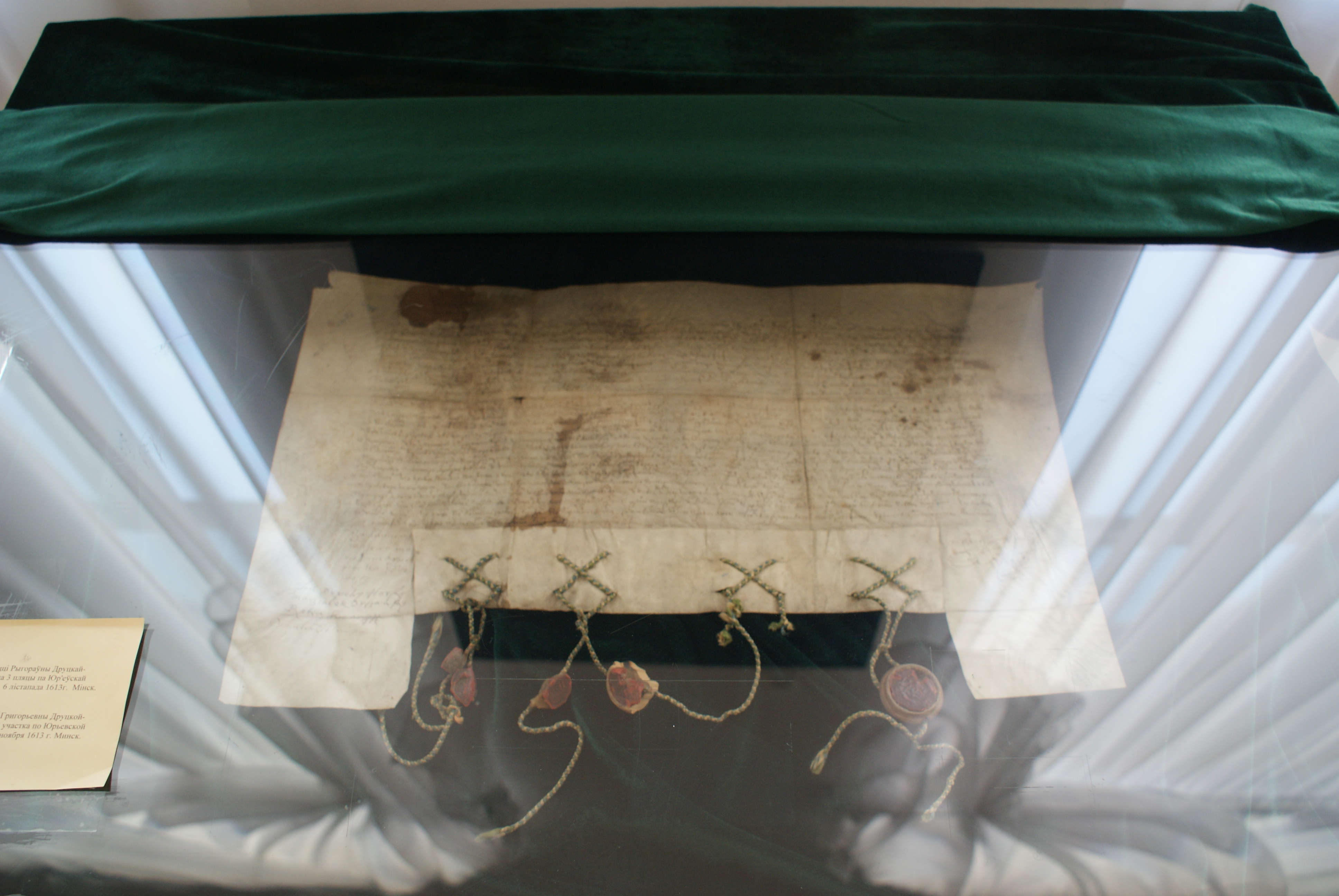
Фундуш княжны Авдотьи Григорьевны Друцкой-Горской православному Петропавловскому монастырю на 3 участка по Юрьевской улице в Минске для постройки монастырской церкви.
6 ноября 1613 г. Минск.

В Русской Православной церкви такое лицо называется ктитором, в Католической церкви — донатором.
Документ (дарственная) согласно которому происходила передача средств, а также сами переданные средства, назывались фундушем.